# Ortalischema albitarse
Ortalischema albitarse är en tvåvingeart som först beskrevs av Zetterstedt 1847.  Ortalischema albitarse ingår i släktet Ortalischema och familjen svängflugor. Enligt den finländska rödlistan är arten otillräckligt studerad i Finland. Arten är reproducerande i Sverige. Artens livsmiljö är kulturmarker och andra av människan skapade miljöer. Inga underarter finns listade i Catalogue of Life.